# ادمار لاسیردا دا سیلوا
ادمار لاسیردا دا سیلوا (به پرتغالی: Edmar Lacerda da Silva) هافبک اهل برزیل است که در شهر میناس گرایس و در تاریخ ۱۹ آوریل ۱۹۸۲ به دنیا آمده‌است.
ادمار لاسیردا دا سیلوا در تیم‌های فوتبال Ceuta سابقهٔ حضور دارد.